# 6614 Антисфен
6614 Антисфен (6530 P-L, 1952 QQ, 1993 AH, 6614 Antisthenes) — астероїд головного поясу, відкритий 24 вересня 1960 року.
Тіссеранів параметр щодо Юпітера — 3,453.